# Masacrul din Texas 2
Masacrul din Texas 2 (în engleză The Texas Chainsaw Massacre 2) este un film american slasher de comedie neagră din 1986, regizat de Tobe Hooper. Servește ca o continuare a The Texas Chain Saw Massacre regizat și co-scris de Hooper. În rolurile principale interpretează Dennis Hopper, Caroline Williams, Bill Johnson, Bill Moseley și Jim Siedow. Complotul urmărește o gazdă radio victimizată și capturată de Leatherface și familia lui canibală în timp ce un fost șerif federal din Texas îi vânează și urmărește. 